# 2012年トルコ空軍F-4戦闘機撃墜事件
2012年トルコ空軍F-4戦闘機撃墜事件（2012ねんトルコくうぐんF-4せんとうきげきついじけん）は、2012年6月22日、トルコ空軍のRF-4E戦闘機がシリアの領空を通過した後に公海上空でシリア陸軍により撃墜された事件である。両国軍が戦闘機の搭乗員2名の捜索を行い、同年7月上旬に遺体を発見した。これはシリア内戦勃発以来続いている両国間の紛争の一部であり、この事件により両国間の緊張は一層高まった。

## 背景
シリアとトルコの関係は、2011年11月のトルコの巡礼バスへの攻撃により既に悪化していた。2012年4月9日には、シリア軍がトルコの国境を越えて発砲して2人が死亡し、トルコ政府は在トルコ・シリア特使を召喚した。

## 事件
撃墜されたRF-4E戦闘機は、マラティヤのエルハチャ空軍基地に駐留するトルコ空軍第173飛行隊に所属していた。
当日、この戦闘機にはGökhan Ertan大尉とHasan Hüseyin Aksoy中尉が搭乗し、トルコのレーダーシステムのテストを支援する任務のために離陸した。レーダーの記録によれば、現地時間11:06（UTC 08:06）には地中海のキプロスとハタイ県の間をFL210（高度21,000フィート）で飛行していた。その後、レーダーのテストのため、ハタイに向けて高度を落としていった。11:14、RF-4EはFL086で飛行し、その9分後にはハタイ上空でFL075まで下降した。11:23、機体は地中海に向けて進路を変え、下降を続けた。11:37、FL020に到達し、レーダーのテストのために更に降下を続けていた。11:42、高度200フィートで、海岸から12海里離れた地点でシリア領空の境界線に到達した。
ここから5分間程度、この機体はシリア領空を侵犯していた。飛行機を管制していたトルコのレーダー基地は、RF-4Eに対し、直ちに進路を変更してシリア領空から出るように警告した。11:47、RF-4Eはシリア領空を離れ、ハタイ上空でFL030に上昇した。領空侵犯中やその後に、シリア側からの警告等はなかった。RF-4Eはレーダーのテストの任務を継続するために、再び地中海に出た。11:50、RF-4Eの操縦士はレーダー基地に対し、再び領空侵犯をしないように航路情報の支援をするように要請した。RF-4Eは、12:02まで公海上空を飛行しているのがレーダーで確認できた。
RF-4Eは、公海上空でシリアの地対空ミサイルによる攻撃を受けた。RF-4Eの搭乗員は、ミサイルの接近を察知したが回避できなかったものとみられる。F-4が撃墜されたのは、湾岸戦争以来初めてだった。

## その後
トルコ海軍とシリア海軍は、行方不明となったRF-4Eの機体と搭乗員の捜索を行った。撃墜の3日後、アメリカの調査船ノーチラスが現場海域に到着し、捜索に参加した。ノーチラスの2台の遠隔操作潜水機が海底で捜索を行い、機体の残骸を発見して海上に引き揚げた。搭乗員の遺体は、7月4日にトルコ人ダイバーによって引き揚げられた。
シリア軍は、RF-4Eがシリアの領空を侵犯したと主張した。トルコのアブドゥラー・ギュル大統領や報道官はこれを認めなかったが、ギュルは「ジェット戦闘機が国境を越えることがあるのは日常茶飯事だ」と述べた。
ギュル大統領は、「このようなことを隠し通すのは不可能である。必要なことなら何でも行われているのは疑いない」と述べた。トルコの政党指導者の一人は、RF-4Eはロシアの軍艦によって撃墜されたと主張し、ビュレント・アルンチ副首相は、シリア政府が主張する対空射撃ではなく、レーザー誘導ミサイルか熱探知ミサイルによって攻撃されたと主張した。
2012年7月3日、シリアのバッシャール・アル＝アサド大統領は、この事件に対する遺憾の意を表明し、トルコとのあからさまないかなる衝突も許さないと述べた。